# Rosa 'Marbella'
'Marbella' (el nombre de la obtención registrada de 'Marbella'® ), es un cultivar de rosa que fue conseguido en Dinamarca en 2006 por la rosalista danesa Rosa Eskelund en Roses Forever.

## Descripción
'Marbella' es una rosa moderna cultivar del grupo Patio.
El cultivar procede del cruce cuyos parentales no han sido revelados.
Las formas arbustivas del cultivar tienen porte erguido y alcanza de 90 cm de alto. Las hojas son de color verde oscuro, semibrillante. Follaje coriáceo.
Sus delicadas flores de color amarillo ligero con un rubor de color rosa ligero en el reverso de los pétalos más exteriores. Fragancia media. Rosa de diámetro medio de 3". Grandes, completos. La flor con forma amplia, muy doble de 36 a 41 pétalos. En pequeños grupos, capullos altos centrados, floración en forma de copa. 
Florece en oleadas a lo largo de la temporada. Primavera o verano son las épocas de máxima floración, si se le hacen podas más tarde tiene después floraciones dispersas.

## Origen
El cultivar fue desarrollado en Dinamarca por la prolífica rosalista danesa Rosa Eskelund en 2006. 'Marbella' es una rosa híbrida con ascendentes parentales no revelados.
El obtentor fue registrado bajo el nombre cultivar de 'Marbella'® por Roses Forever en 2006 y se le dio el nombre comercial de exhibición 'Marbella'™.
- La rosa fue creada por Rosa Eskelund en Dinamarca antes de 2006 e introducida por Roses Forever / Rosa A/S en el mercado de Dinamarca en 2006 como 'Marbella'.[1]

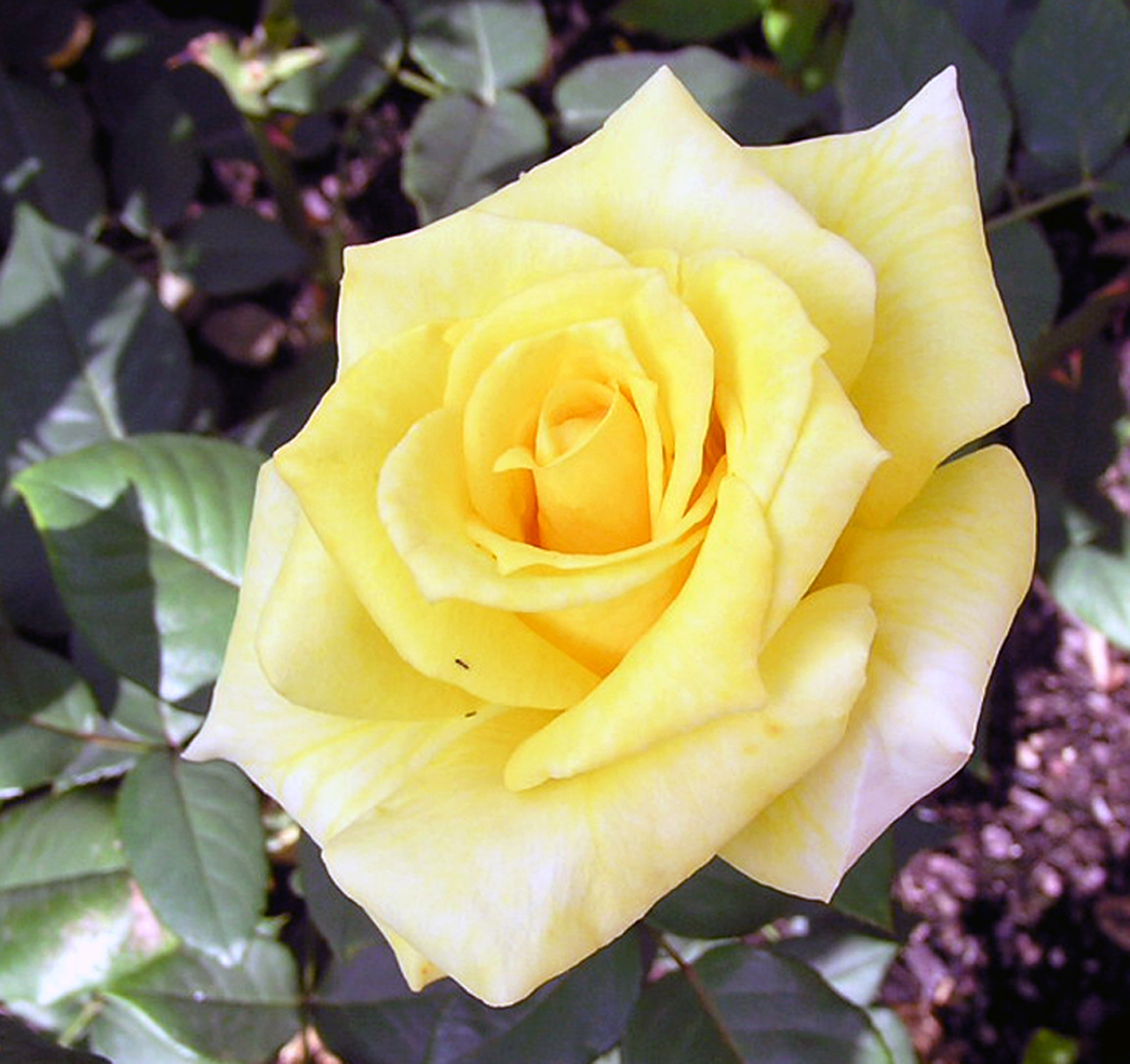
'Marbella'

## Cultivo
Aunque las plantas están generalmente libres de enfermedades, es posible que sufran de punto negro en climas más húmedos o en situaciones donde la circulación de aire es limitada.
Las plantas toleran media sombra, a pesar de que se desarrollan mejor a pleno sol. En América del Norte son capaces de ser cultivadas en USDA Hardiness Zones 6b a 10b. La resistencia y la popularidad de la variedad han visto generalizado su uso en cultivos en todo el mundo.
Puede ser utilizado para las flores cortadas, o jardín. Vigorosa. En la poda de Primavera es conveniente retirar las cañas viejas y madera muerta o enferma y recortar cañas que se cruzan. En climas más cálidos, recortar las cañas que quedan en alrededor de un tercio. En las zonas más frías, probablemente hay que podar un poco más que eso. Requiere protección contra la congelación de las heladas invernales.